# Janusz Dębski
Janusz Dębski (ur. 8 listopada 1962 r. w Mławie) – polski regionalista, fotograf, animator kultury, kolekcjoner.

## Życiorys
Autor ponad trzydziestu tematycznych wystaw fotograficznych prezentujących historię, zabytki i przyrodę północnego Mazowsza. Jego prace pokazywane były na kilkudziesięciu ekspozycjach indywidualnych i zbiorowych w Mławie, Ciechanowie, Bieżuniu, Pile, Działdowie, Lidzbarku Welskim, Przasnyszu, Żurominie, Drozdowie koło Łomży, Niedzborzu, Rostkowie, Chorzelach, Grudusku, Iłowie, Wiśniewie, Makowie Mazowieckim, Krakowie, Olsztynie, Ostródzie, Brodnicy, Nowym Mieście Lubawskim - w muzeach, galeriach, kościołach, domach kultury i innych budynkach użyteczności publicznej. Swoje bogate zbiory filatelistyczne prezentował na wystawach m.in. w Mławie, Przasnyszu, Bieżuniu, Pile i Kielcach.
Organizator życia kulturalnego w Mławie i na północnym Mazowszu, stale współpracuje m.in. z Muzeum Historycznym w Przasnyszu, Muzeum Małego Miasta w Bieżuniu oraz Powiatową Biblioteką Publiczną w Ciechanowie. Współzałożyciel Stowarzyszenia Autorów Polskich Oddział w Mławie, członek Związku Twórców Ziemi Zawkrzeńskiej, wiceprzewodniczący Zarządu Towarzystwa Przyjaciół Muzeum Przyrody w Drozdowie koło Łomży, wiceprzewodniczący PTTK Oddział w Mławie. Twórca i opiekun artystyczny mławskiej Galerii 13, w której promuje początkujących twórców; w Szkole Podstawowej nr 7 w Mławie powołał galerię Siódemka. Jako prozaik debiutował opowiadaniami w almanachu pt. Okno na świat (2001). Współpracował z prasą lokalną i regionalną: Głosem Mławy, Kolędą, Nowym Kurierem Mławskim, Wiadomościami Mławskimi, Te Deum. Instruktor tenisa stołowego, przewodnik turystyczny, przy TKKF Relax w Mławie założył klub rowerowy. Uhonorowany statuetką Vena 2001, przyznaną przez Wiadomości Mławskie dla zasłużonego działacza kultury, w 2004 r. wyróżniony dyplomem za zasługi dla promocji powiatu żuromińskiego, trzykrotnie nominowany do tytułu Mławianina Roku.